# Closes de Mornau i del Pernardell
Les Closes de Mornau i el Pernardell es localitzen als termes municipals de Pau, Peralada i Castelló d'Empúries, a la zona coneguda com Els Comuns. Se situen a banda i banda de la carretera de Castelló d'Empúries a Pau.
Aquest espai forma part dels terrenys ocupats pels antics estanys de Pau i actualment no presenta làmina d'aigua. La recuperació dels antics estanys és molt difícil, degut a la progressiva consolidació de l'ús agroramader i a la modificació de la regulació hidrològica dels terrenys. Aquesta zona humida té actualment una superfície de 45,42 Ha i presenta una elevada biodiversitat. El seu funcionament hídric es regula per la riera de Pedret i el rec Madral.
Les closes són un sistema agroramader de conservació de sòls i aigües, basat en un aprofitament pastoral. L'estructura tradicional d'una closa és un prat de dall o pastura de cobertura permanent en tota la superfície, tancat per arbres generalment de fulla caduca i amb un sistema de drenatges que permeten l'escolament de l'aigua, la inundació de la closa i la rentada de sals. Ocupen zones d'aiguamolls dessecats al segle xviii i es caracteritzen per tenir nivells freàtics elevats, sòls mal drenats i sovint salins o salino-sòdics. Tot i que actualment conformen prats o pastures i cultius extensius, havien estat utilitzades antigament per al cultiu de l'arròs.
La vegetació és formada sobretot per prats de dall, salicornars, canyissars i poblaments de jonques (Scirpus spp.), d'aigües salabroses. En aquesta zona humida són presents els hàbitats d'interès comunitari 6510 Prats de dall de terra baixa i de la muntanya mitjana (Arrhenatherion) i 1420 Matollars halòfils mediterranis i termoatlàntics (Sarcocornetea fruticosae). Entre la flora hi destaca la presència d'espècies d'interès com Pulicaria sicula, Callitriche brutia ssp brutia o Crassula campestris.
Pel que fa a la fauna, l'espai destaca sobretot per les seves poblacions de lepidòpters.
Part de les Closes de Mornau i el Pernardell són actualment de propietat pública, després d'haver estat adquirides per l'administració. Aquestes closes constitueixen un espai resultat de l'acció humana d'alt valor cultural, productiu, florístic i faunístic, característic del paisatge de la plana empordanesa. Caldria regular la làmina d'aigua tant en règim de drenatge com d'inundació, i mantenir i recuperar plenament la funcionalitat de les closes.
L'espai presenta diverses figures de protecció. Forma part del Parc Natural dels Aiguamolls de l'Empordà i s'inclou també dins l'espai del PEIN i la Xarxa Natura 2000 ES0000019 Aiguamolls de l'Empordà. A més, pertany a la Reserva natural integral I, de "Els Estanys.".